# Jérôme Savari
Pour les articles homonymes, voir Savari (homonymie).
Ne doit pas être confondu avec Jérôme Savary ou Jean-Nicolas Savary.
Jérôme Savari est un chef de musique militaire et compositeur français né le 24 juillet 1819 à Paris et mort le 3 juin 1870 à Bayonne.

## Biographie
Jérôme Savari naît le 24 juillet 1819 à Paris.
À 22 ans, il s'engage comme musicien militaire, possiblement en tant que clarinettiste, sur la frégate la Belle Poule.
En 1842, il revient à Paris et se marie le 8 novembre dans la capitale avec Jeanne Beaucourt, dont il aura une fille. C'est sans doute vers cette époque qu'il fait la connaissance d'Adolphe Sax, dont il sera proche. En 1861-1862, il est en effet l'un des premiers à être édité par les éditions Sax, et plusieurs de ses pièces sont dédiées à des amis de l'inventeur en 1846 du saxophone, par exemple Jean-Baptiste Singelée et Georges Kastner,.
Le 19 mars 1856, Savari est nommé chef de musique au 34e de ligne, avec rang de sous-lieutenant.
Il réalise huit campagnes à la tête de sa formation musicale militaire, en Italie et en Afrique notamment.
Il meurt le 3 juin 1870 à Bayonne.
Comme compositeur, il s'est essentiellement consacré au saxophone, écrivant notamment pour l'instrument des fantaisies avec piano et plusieurs pièces pour ensemble, du duo à l'octuor,.

## Œuvres

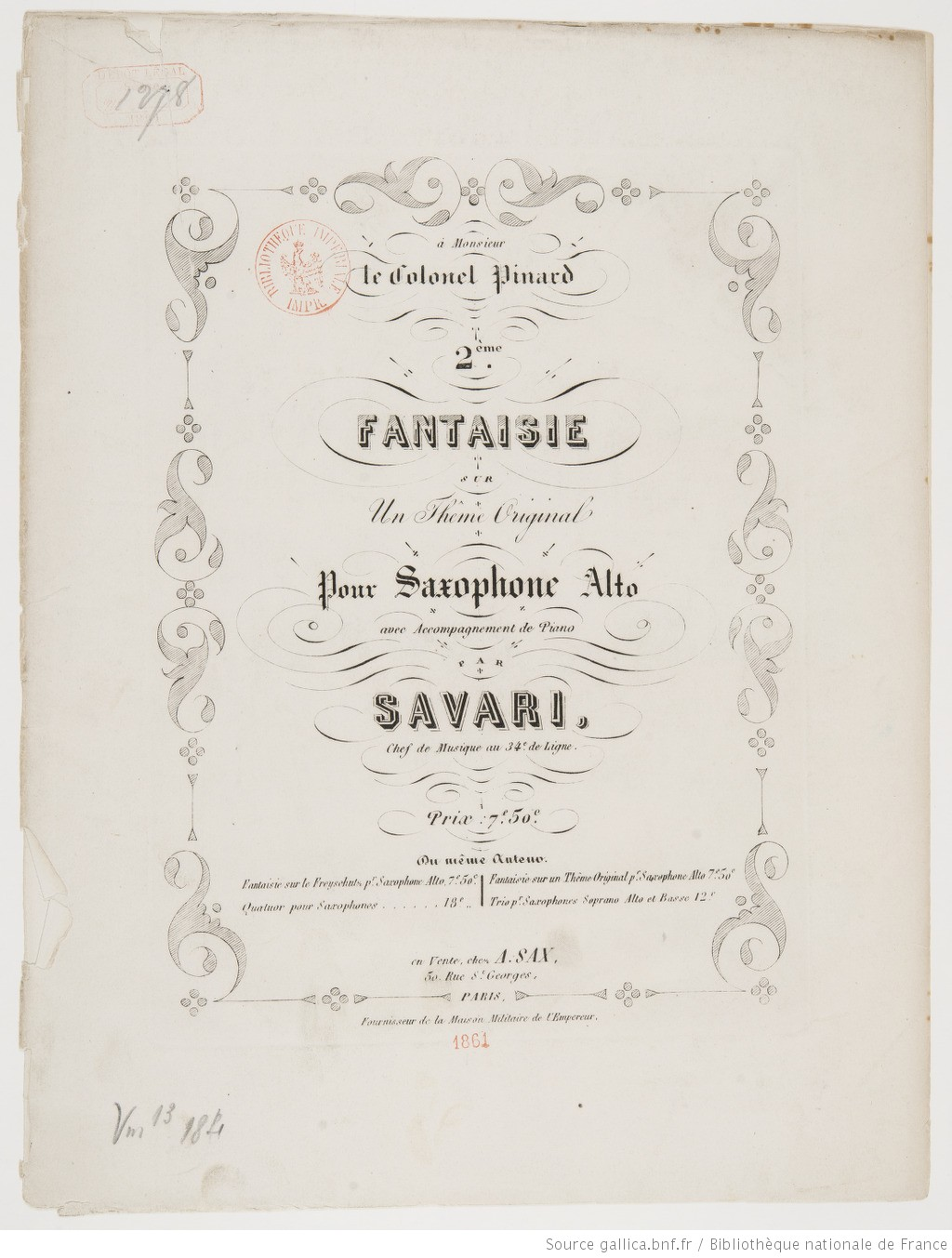
Deuxième Fantaisie, couverture de la partition (Paris, A. Sax, 1861).

Ses états de service militaire décrivent Jérôme Savari comme « bon harmoniste et compositeur ». Ses partitions sont influencées par le style lyrique du début du XIXe siècle, dans la lignée de Weber, Rossini, Bellini, Donizetti et Verdi.
Il est l'auteur de trois fantaisies avec piano et sept ensembles, du duo à l'octuor, édités par Adolphe Sax en 1861 et 1862 :
- Duo (Andante et Allegro) pour saxophone soprano (S) et alto (A), ou ténor (T) et baryton (B)
- Trio (Allegretto, Andante et Allegro Moderato), pour SAB
- Quatuor (Allegretto, Quasi Allegro, Andante, Final), pour SATB
- Quintetto (Allegretto, Andante, Pastorale, Final), pour SSATB
- Sextuor pour SSAATB
- Septuor pour SSAATTB
- Octuor pour SSAATTBB
- Fantaisie sur le Freischütz pour saxophone alto et piano
- Deuxième Fantaisie sur un thème original pour saxophone alto et piano
- Troisième Fantaisie sur un thème original pour saxophone soprano et piano

## Confusion
Les catalogues d'éditeurs ne mentionnant que son nom, sans prénom, indifféremment orthographié Savari ou Savary, Jérôme Savari a longtemps été confondu avec le bassoniste et facteur d'instruments Jean-Nicolas Savary (1786-1853),. 